# Bertha von Suttner
Bertha Sophie Felicitas Freifrau von Suttner (Baronessan Bertha von Suttner), Gräfin (Grevinnan Kinsky von Wchinitz und Tettau), född 9 juni 1843 i Prag i dåvarande Kejsardömet Österrike som grevinnan Kinsky von Wchinitz und Tettau, död 21 juni 1914 i Wien, var en österrikisk författare och pacifist. Hon tilldelades Nobels fredspris 1905 för sitt fredsfrämjande arbete. Hennes mest kända bok är Ned med vapnen! (Die Waffen nieder!, 1889).

## Biografi

### Uppväxt
Bertha von Suttner föddes 1843 i den då böhmiska staden Prag, som grevinnan Kinsky von Wchinitz und Tettau. Hennes far – som avled innan Berthas födelse – var fältmarskalk och som generallöjtnant verksam inom den österrikiska militären. Som barn hade den unga Bertha en förmyndare, anställd vid det kejserliga hovet i Wien.
Bertha tillbringade sin uppväxt som ett i stort sett ensamt barn. Enda vännen var hennes kusin Elvira. Bådas föräldrar var änkor, och bland de få äventyren i barnens liv var besök till den tyska kurorten Wiesbaden, där mödrarna spelade bort stora delar av sparkapitalet på kasino.

### Giftermål och "bröllopsresa"
Vid 30 års ålder tog Bertha anställning som guvernant för de fyra döttrarna hos familjen von Suttner. Detta ledde till hon blev bekant med Arthur, den yngste sonen i familjen. Efter en kort tid i Paris som sekreterare för Alfred Nobel återvände hon hem till Österrike för att gifta sig med Arthur, emot föräldrarna von Suttners vilja. Hon hade lämnat Österrike för Paris för att försöka glömma Arthur, eftersom både hennes ålder (sju år mer än han) och hennes svaga ekonomi gjort att von Suttner satt sig till bestämt motvärn mot äktenskapspartiet. Ett brev från Arthur von Suttner efter endast en vecka i Paris beseglar den 33-åriga Berthas öde, och hon fattar ett snabbt beslut att förena sig med honom (efter att hon bland annat sålt sitt sista värdeföremål – ett diamantprytt guldkors).
Den starka motviljan hos familjen von Suttner för giftermålet ledde till att det unga paret omgående lämnade Österrike, och under de kommande nio åren (från början tänkt som en bröllopsresa) befann de sig i Kaukasien. Där levde de under mindre omständigheter, ofta genom att tjäna sin utkomst genom språk- eller musikutlärande. Successivt kom de dock att få större framgång som skribenter. Som journalister kom de bland annat att författa texter omkring de ökande etniska spänningarna i Ryssland och Centraleuropa.
Under den här perioden producerade baronessan von Suttner bland annat Es Löwos, en poetisk beskrivning av parets liv. Dessutom skrev hon fyra romaner och därtill den första av hennes mer allvarligt menade böcker – Inventarium einer Seele. I denna bok samlade Bertha von Suttner sina tankar omkring ämnen som evolutionsteoretiker Darwin och Spencer. Föreställningen om en värld som nådde framsteg genom fredlig samvaro inkluderades också inom dess pärmar.

### Tillbaka i Österrike
1885 återvände paret till Österrike, där de nu både togs till nåder och välkomnades av baronens familj. I Österrike kom Bertha von Suttner sedan att författa huvuddelen av sina skrifter.
Bertha von Suttner kom tidigt att verka för fredsrörelsen i Tyskland och Österrike. Hon kom så småningom till slutsatsen att det behövdes en internationell domstol för att kunna medla i konflikter som kunde leda till krig. Hon var bland annat inblandad i grundandet av Deutsche Friedensgesellschaft.

### Ned med vapnen!och senare år
von Suttner blev mest uppmärksammad för sitt antimilitaristiska verk Ned med vapnen! (Die Waffen nieder, 1–2, 1889), som presenterade krigets effekter, den växande militarismen i Europa och problematiken kring extrem nationalism. Boken var kontroversiell men översattes till tolv andra språk och blev föremål för många nytryckningar.
von Suttner var nära vän till Alfred Nobel, som fascinerades av hennes fredsarbete och inledde en korrespondens med henne. De två träffades första gången 1876, då han mest var känd som dynamitens uppfinnare. 1905 blev hon den kvinna som tilldelades Nobels fredspris, ett pris som till viss del inspirerades av von Suttners arbete och tankegångar. Det anses att Nobel ville att von Suttner skulle bli den första kvinnliga mottagaren av priset.
Bertha von Suttner avled 1914, under förberedelserna till den 21:a fredskongress som planerades äga rum i Wien i augusti/september samma år. Av planerna blev slutligen en kvinnornas fredskongress i Haag året därpå, efter att första världskriget ställt alla planer på ända. Kvinnornas fredskongress i Haag grundade organisationen Internationella Kvinnoförbundet för Fred och Frihet (IKFF).

## Eftermäle
Bertha von Suttners eftermäle är främst förknippat med den bästsäljande Ned med vapnen! (på svenska även som Ner med vapnen). Boken har kommit i minst åtta olika utgåvor på svenska och även översatts till stort antal andra språk. Ned med vapnen! är en utvecklingsroman med "Martha Althaus" som huvudperson. Den unga kvinnan delade först omgivningens värderingar och entusiasm kring konflikten mellan Tyskland och Danmark, men successivt förändrades hennes inställning och hon började fråga sig huruvida krig verkligen är den enda eller bästa lösningen.
Under första halvan av sitt liv var Bertha von Suttner anhängare av de militaristiska traditioner som var gängse i den österrikiska aristokratin. Under återstoden av sitt liv blev hon en alltmer aktiv förkämpe för alternativa lösningar till militarismen.
1933 brändes Ned med vapnen! på bokbålen i Nazityskland.
Nedslagskratern Von Suttner på planeten Venus och asteroiden 12799 von Suttner är uppkallade efter henne.